# ألف براندت
ألف براندت (بالسويدية: Alf Brandt)‏ هو منافس ألعاب قوى سويدي، ولد في 25 يوليو 1958.

## وصلات خارجية
- ألف براندت على موقع أوليمبيديا (الإنجليزية)
- ألف براندت على موقع اللجنة الأولمبية السويدية (السويدية)